# Mohamed Zanaty
Mohamed Zanaty (Egipto, 1 de febrero de 1984) es un nadador egipcio especializado en pruebas de larga distancia en aguas abiertas, donde consiguió ser medallista de bronce mundial en 2007 en los 25 kilómetros en aguas abiertas.

## Carrera deportiva
En el Campeonato Mundial de Natación de 2007 celebrado en Melbourne (Australia), ganó la medalla de bronce en los 25 kilómetros en aguas abiertas, con un tiempo de 5:19:23 segundos, tras el ruso Yuri Kudinov (oro con 5:16:45 segundos) y el italiano Marco Formentini  (plata con 5:18:36 segundos).